# Diaea haematodactyla
Diaea haematodactyla là một loài nhện trong họ Thomisidae.
Loài này thuộc chi Diaea. Diaea haematodactyla được Ludwig Carl Christian Koch miêu tả năm 1875.